# Dymer (województwo warmińsko-mazurskie)
Dymer (niem. Dimmern) – wieś w Polsce położona w województwie warmińsko-mazurskim, w powiecie olsztyńskim, w gminie Biskupiec. W latach 1975–1998 miejscowość należała administracyjnie do województwa olsztyńskiego.
Wieś założona na początku XV w., nad jeziorem Dymer (obecnie nie istnieje, osuszone). Dawna kolonia niemiecka, sąsiadująca z wioską mazurską Labuszewo.